# مردم لک
لَک (به لکی: لەک) نام گروه قومی ساکن در مناطق غربی ایران و بیشتر متمرکز در استان‌های کرمانشاه، لرستان، ایلام و همدان می‌باشد. زبان مادری آنها لکی، مذهب بیشتر آنها شیعه دوازده امامی و برخی نیز پیرو آیین یارسان یا اهل حق هستند. پژوهشگران و صاحب‌نظران متعددی، لک زبانان را جزو اصیل‌ترین مردمان ایرانی‌تبار می‌دانند.

## دلیل نام‌گذاری
لک در فارسی به معنی صد هزار بوده و احتمال می‌رود نام‌گذاری لک‌ها به خاطر جمعیت خانوار آنها بوده‌است. این جمعیت اتحادیه‌ای از قبایل کوچ‌رو بوده‌است.
همچنین موارد مشابه دیگری در جهان با این اسم موجود می‌باشد، از جمله: لک واحد پول جمهوری آلبانی، لک در هند به عنوان یکای عددی صد هزار، قوم لک یا لاک در جمهوری داغستان.

## پیشینه

گستره حکومت اتابکان

برخی از طوایف لک در اوایل حکومت صفویه پس از کشته شدن شاهوردی خان آخرین اتابک لرستان به دستور شاه عباس از نواحی ماهیدشت برای حمایت از والی جدید که به دستور شاه عباس گماشته شد بود به شمال لرستان وارد شدند

### برخی نظریات
در کتاب منتخب التواریخ معینی که مربوط به سال ۸۱۶ه‍.ق است لک یکی از طوایف لر معرفی شده‌ است.

لیدی شل، محقق انگلیسی، در کتاب نگاه اجمالی به زندگی و آداب سرزمین پارس (به انگلیسی: Glimpses of life and manners in Persia) لک را ایلیاتی با خون اصیل ایرانی معرفی می‌کند و البته می‌نویسد بین آن‌ها و کردها شباهت‌های فراوانی هست ولی یک دسته محسوب نمی‌شوند.عبدالحسین زرین کوب ادیب، مورخ و پژوهشگر برجسته ایرانی در کتاب تاریخ مردم ایران به علت کرد نامیدن برخی مردم ایران مانند لرها، لک ها، دیلمیان و شبانکاره پرداخته است:
معنای عام کورد شامل تمام اقوام کوچ‌ نشین و چادرنشین (شبانکاره) مانند لرها، لک‌ ها و برخی گروه‌ ها در گیلان، طبرستان، خراسان و فارس میشد که زندگی شهری نداشتند.— عبدالحسین زرین کوب
هنری فیلد انسان‌شناس مشهور در کتاب مردم‌شناسی ایران می‌نویسد:
 او می‌نویسد هم‌اکنون فرق بین لرها و لک‌ها فقط زبانشان است.
 او در ادامه ایلات لک را در گروه ایلات لرستان طبقه‌بندی کرده است. و البته ایلات بیرانوند، سلسله و دلفان را جزء مردم لک به‌شمار آورده و آن‌ها را بزرگ‌ترین ایلات لرستان دانسته است
کارل ریتر پژوهش‌گر و جغرافی‌دان آلمانی، بیرانوند، سلسله و دلفان را بزرگ‌ترین ایلات لرستان محسوب کرده است
لک‌ها به «طوایف وند» و لرها به «فیلی» شهرت داشتند. لک‌ها در واقع جنوبی‌ترین قبایل کرد به‌شمار می‌آمده‌اند که امروزه با طوایف لر آمیخته و همسان شده‌اند.
خاندان‌های لر کوچک ایل‌هایی بودند که در حدود بین عراق عجم و عراق عرب، ییلاق و قشلاق می‌کردند و خراج خود را به دیوان [بغداد] می‌دادند و به بسیار کم فرمانروایی جداگانه‌ای داشتند. سرزمین لرستان به دو بخش لر کوچک و لر بزرگ بخش می‌شود. در کتاب تاریخ مغول در صفحه ۴۴۲ و در کتاب مجمل‌التواریخ گلستانه در صفحه ۲۰۴ به این شرح در خصوص سرزمین‌های لر کوچک و بزرگ آمده‌است:
 لر کوچک همان است که حالیه هم آن را لرستان می‌گوییم و غرض از این قسمت اخیر که در آن ایام لر کوچک خواند می‌شده بیشتر ناحیه فیلی یعنی اطراف خرم‌آباد و اراضی پشت کوه بوده‌است. مراد از لر کوچک، ایلات لرستان و مراد از لر بزرگ، ایلات [بختیاری]، [ممسنی] و [کهگیلویه] دانسته شده‌است یعنی به خلاف تقسیم فوق.
رضاقلی‌خان هدایت، در مورد قلمرو جغرافیای لر کوچک می‌نویسد:
مخفی نماند که لر کوچک که در خرم‌آباد و خاوه و الشتر و صدمره [صیمره=سیمره در مشرق و جنوب شرقی استان ایلام] و یدمن [هندمینی] سکنی دارند جمعی بوده‌اند و هستند و عرض ولایت ایشان بر جنوب عراق واقع است از طرفی به همدان و قلمرو علیشکر بهارلوی ترکمان و طرفی بالکان خوزستان متصل است، و طول آن ولایت از قصبه بروجرد الی بغداد و سایر محال تخمینا یکصد فرسخ است. 
دینور که یکی از مراکز عمده مردمان لک می‌باشد نزدیک به دو قرن پایتخت حکومت کردهای برزیکانی بوده‌است.
‏کریم خان زند بنیان‌گذار سلسله پادشاهی زندیه در جمله‌ای چنین می‌گوید: «اگر شما ما را لر ساده بی وقوفی پنداشته‌اید اشتباه کرده‌اید» و بسیاری سخنان دیگر از این پادشاه زند در کتاب رستم التواریخ اثری از محمدهاشم آصف از مورخان دوره زندیه و اوایل دوره قاجار، به ثبت رسیده‌است.

### تبارشناسی
در سال ۷۴۰ هجری در تاریخ گزیده نوشته حمدالله مستوفی لک‌ها قسمتی از کردها به حساب آورده شده‌اند و وی از مناطق لک نشین به عنوان یکی از شانزده ولایت کردستان یاد کرده‌است. برخی منابع لک‌ها را جنوبی‌ترین گروه از طوایف کرد ایرانی می‌دانند. دایرةالمعارف فارسی آنان را زیرگروهی از مردم کرد طبقه‌بندی می‌کند. عبدالله شهبازی نیز چنین نظری دارد. محمد علی امام شوشتری لک‌ها را شعبه‌ایی از کُردها ذکر کرده است. زین‌العابدین شیروانی در کتاب بستان‌السیاحه (نوشته شده در حدود ۲ قرن پیش) طوایف کُرد را به چهار بخش تقسیم بندی کرده است: اول کرمانج، دوم لر، سوم کلهر و چهارم گوران که در آن از لک و زند به عنوان طوایف قوم کُرد نام برده است. حمدالله مستوفی در زبدة التواریخ در مورد معنای واژه لر چنین گفته:
وقوع نام لر بدان قوم بوجهی گویند از آنکه در ولایت مانرود دیهی است آن را کرد می‌خوانند و درآن پیرامون دربندی آن را به زبان لری کوک اکر خوانند و در آن دربند موضعی است که لر خوانند چون اصل ایشان از آن موضع خواسته ایشان را لر خوانند. وجه دوم آن است که به زبان لری کوه پُردرخت را لِر گویند و بسبب ثقالت راء کسرهٔ لام با ضمه کردند و لر گفتند و وجه سوم اینکه این خاندان از نسل شخصی اند که او لر نام داشته و قول اول درست‌تر می‌نماید.
واژه کرد در گذشته به معنای تمام رمه‌گردانان و کوچ‌نشینان ایرانی‌تبار به کار رفته‌است و طوایف غیر کرد ایرانی را نیز «کرد» نامیده‌اند.
حمزه اصفهانی در کتاب سنی ملوک الارض و الانبیا می‌نویسد: «پارسیان، دیلمیان (یکی از گروه‌های مهم ایرانی‌زبان) را کردهای طبرستان می‌دانستند - چنان‌که اعراب را کردهای سورستان.»
ولادمیر الکسیویچ ایوانف می‌گوید نام کرد در سده‌های میانه (کم و بیش از سده پنجم میلادی تا شانزدهم میلادی) نامی بود که بر همهٔ رمه‌گران و کوچ‌گران ایرانی اطلاق می‌شد.
مکنزی می‌گوید:اگر به حدود دوران گسترش امپراتوری عرب‌ها نگاه کنیم، خواهیم یافت که عنوان کرد با رمه‌گر و کوچ‌گر دارای یک معنی است.
مارتین فان براینسن، پژوهشگر هلندی و کردشناس می‌گوید :

نام قومی «کرد» که در منابع قرن نخست اسلام دیده می‌شود بر یک پدیده رمه‌گرایی و شاید واحدهای سیاسی نامیده می‌شد و نه یک گروه زبانی. چندین بار حتی «کردهای عرب» در منابع نام برده شدند. اما در پایان قرن دهم میلادی، این نام برای گروه‌های متعدد رمه‌داران و کوچ‌گران ایرانی‌زبان به کار می‌رفته‌است که از دریاچهٔ وان تا دریاچهٔ ارومیه و مناطقی از قفقاز زندگی می‌کردند. اگر در آن زمان روستانشینی بودند که به زبان‌های کردی امروز تکلم می‌کردند، هنوز نام «کرد» در آن زمان شامل آن‌ها نمی‌شد.
ولادمیر مینورسکی ایران‌شناس و مورخ و کردشناس نیز می‌گوید:
در زمان پس از حمله اعراب، لغت قومی کرد برای تیره‌های قبایل گوناگون ایرانی‌تبار و ایرانی‌شده بکار می‌رفت.
ریچارد فرای، ایران‌شناس و پروفسور دانشگاه هاروارد نیز می‌گوید:

قبایل همیشه بخشی از تاریخ ایران بودند هرچند منابع در مورد آن‌ها کم است زیرا آن‌ها خود تاریخ‌ساز نبودند. عنوان فراگیر و عامیانه «کرد» که در بسیاری از کتاب‌های عربی و حتی پهلوی (کارنامه اردشیر بابکان) دیده می‌شود نامی بود که فراگیرنده همه کوچ‌گران و چادرنشینان بود حتی اگر با مردمانی که امروز نام «کرد» دارند از پیوند زبانی نبودند. برای نمونه، برخی از منابع مردمان لرستان را کرد نامیدند و همچنین قبایل کوهستان و حتی بلوچان کرمان.
در کارنامه اردشیر بابکان (پاپکان) هم کردان به معنی عشایر و شبان آمده‌است، نه نام و نژاد یا قبیله. در زبان طبری امروز نیز کلمهٔ کرد به معنی چوپان و شبان است.
آنچه که روشن است، تحول واژهٔ کرد از یک معنی اجتماعی و شیوهٔ زندگی گروه‌های مختلف ایرانی‌تبار به معنی قومی امروز آن بسیار طول کشید.
حمدالله مستوفی درقرن هفتم اعتقاد داشته که طوایف لک ازکردستان سوریه کنونی کوچ کرده‌اند و این نظریه را می‌توان به علت شباهت زبان لکی اصیل با هورامی و کرمانجی تصدیق کرد. چنین به نظر می‌رسد که روند اخذ هویت کردی که از سده‌ها پیش مردم گوران مناطق اردلان (به مرکزیت سنندج) و سرزمین کرمانشاه دربر گرفت، در منطقه لک‌نشین تکمیل نشده و باعث مناقشه‌آمیز بودن موضوع تعلق قومیتی لک‌ها شده‌است.نتیجتاً چنین به نظر می‌رسد که لکی از هر دو زبان کردی‌تبار و لری‌تبار(مینجایی) عناصری داراست. لک‌های پیشکوه قویاً خود را لر می‌دانند و لک‌های پشتکوه پیوندهای قوی فرهنگی هم با لرها و هم با کردها نشان می‌دهند.
۷۰ درصد واژگان لکی با زبان فارسی مشترک است. ۷۸ درصد با لری خرم‌آبادی و ۶۹ درصد با لری شمالی.
مقایسه زبانهای لکی با دیگر زبانها. به عنوان مثال:
- در زبان فارسی: بیا به خانه برویم
- در زبان لری: بیا رویم (ره‌یم) و مال
- در زبان کردی: بو بچیمه مال
- در زبان لکی: بوری بچیمه مال.

برخی منابع لکی را در پیوستار تدریجی فارسی-لری-کردی در میان لری و کردی گورانی قرار داده‌اند. اتنولوگ لکی را در دسته لری ودر زیرشاخه چهارم زبان کردی قرارداده است.
ماری شیل محقق انگلیسی لک‌ها به عنوان ایلاتی نام میبرد که با لر(مینجایی) معرفی کرده‌است.شیل، ماری. نظری اجمالی بر آداب و زندگی ایرانیان. لندن>
"معین الدین نطنزی" مؤلف کتاب منتخب‌التواریخ به سال ۸۱۶ هجری لک‌ها را یکی از طوایف اصلی قوم لر می‌داند و می‌نویسد: چون قوم لر در آن موضع (مانرود) بسیار شدند و بعد از آن هر قبیله به جهت علفخواری (چرای احشام) رو به موضعی نهادند، بعضی به لقب و بعضی به اسم موضعی که قرار گرفتند نام قبیله بدان مشهور شد، مثل روزبهانی، فضلی، داود عباسی، ایازکی، عبدالمالکی و ابوالعباسی که به نام پدر موسوم اند و سلوزی، جنگروی، لک، هسته، کوشکی، کارند، سنوبدی، الانی، زخوارکی، زنگنه، براوند (بیرانوند)، مانکره‌ای، رازی، سلگی و جودکی که به اسم مواضع خود مشهورند.

#### نظریه کردی‌تبار
دانشنامه جهان اسلام مردم لک را کرد تبار معرفی می‌کند
لک‌ها جنوبی‌ترین گروه از طوایف کرد ایران هستند. دانشنامه جهان اسلام لک‌ها را جنوبی‌ترین طوایف کرد دانسته‌است. حمدالله مستوفی درقرن هفتم اعتقاد داشته که طوایف لک ازکردستان سوریه کنونی کوچ کرده‌اند واین نظریه را می‌توان به علت شباهت زبان لکی اصیل با هورامی و کرمانجی تصدیق کرد.
در شرفنامه شرف خان بدلیسی (تاریخ‌نویس کُرد) لک‌ها به عنوان قبیله‌ای از کردها معرفی شده‌است. ولادیمیر مینورسکی معتقد است لک‌ها قبایلی از کردها بوده‌اند که به سکونتگاه فعلی خود کوچ کرده و در اثر همزیستی با مردمان بومی فرایند ادغام فرهنگی و قومی میان لک‌ها و بومیان صورت گرفته‌است.

از این نظر در بسیاری از مواقع لک‌ها با همسایگان خود به خصوص در جنوب و به خصوص با لرها اشتباه گرفته می‌شوند. این در حالی است که زبان لکی با لری متفاوت است. برخی از مسافرانی که از لرستان دیدن کرده‌اند در توصیف لک‌ها و لرها، لک‌ها را با قد بلندتر و زنان آنان را زیباتر از زنان لر معرفی می‌کنند و اینکه چنین دیدگاهی بتواند از نظر فیزیولوژیکی و دلیلی بر مهاجر بودن لک‌ها باشد به‌طور کامل مورد تأیید  هرچند که زبان موئلفه قومیت نیست و نمیتوان هرزبانی معادل قوم دانست .
در جدول مقاله عشایر دانشنامه ایرانیکا به ترکیب بندی قومی و برخی از نظریات محققان بزرگ جهان در مورد تخمین جمعیتی ایلات ایران در قرن نوزدهم اشاره می‌کند که در آن محققان بزرگی مانند لرد کرزن، زولتاریو، شیندلر و… لکها را در مجموعه کردها و جدا از لرها آورده‌اند. هنری راولینسون می‌گوید: گروه زیادی از کردها در لرستان زندگی می‌کنند، این طوایف لک بیشتر در شمال لرستان هستند.
دهخدا در مورد لک‌ها می‌گوید: کردهای لکی در لرستان ساکن و خوش هیکل و تنومندند. رنگ آنها گندمی و مویشان سیاه یا خرمایی تیره است. همچنین دهخدا لک‌ها را از ایلات کرد به‌شمار آورده‌است. در کتاب دانشنامه جهان اسلام آمده‌است که: در لرستان قدیم برخی اقوام کرد (قبایل لک درشمال وهمچنین فیلیها وایل محکی) زندگی می‌کنند.
و. دیتل کردشناس روس، بر اساس اسناد تاریخی مربوط به نیمهٔ قرن نوزدهم لک‌ها و کردهای گوران را یکی دانسته، ولی همزمان می‌گوید که لک‌ها به دلیل جدا افتادن از گوران‌ها به تدریج نام‌های عشیره‌ای، زبان و آداب نیاکان خود را از دست می‌دهند. پ. لرخ نیز لک‌ها را کرد دانسته و می‌نویسد: «تیره‌های بسیاری از کردان، خویشتن را لک می‌نامند و به زبانی سخن می‌گویند که با گویش لری تفاوت دارد».

#### نظریه لری‌تبار
در گزارشی که برای دولت قاجار در سال ۱۲۱۵ شمسی به منظور سنجیدن درآمد و مالیات قوای نظامی منطقه‌ای جمع‌آوری شده، ایلات ایران را در دو گروه طبقه‌بندی کردند، گروه ایرانی‌تبار و گروه غیرایرانی که گروه ایرانی را به دو بخش تقسیم کرده شامل عشایر کرد و عشایر لر و بخش اول که شامل عشایر لر می‌باشد به چهار بخش مردم لک یا طایفه زند و بختیاری و ممسنی و فیلی تقسیم می‌شود. عشایر فیلی در نزدیکی خرم‌آباد، که بخش‌هایی از آن به‌طور فصلی به جایی با فاصله سه روز پیاده‌روی تا بغداد مهاجرت کردند.
زین‌العابدین شیروانی نویسنده کتاب تاریخی بستان‌السیاحه در سدهٔ نوزدهم، لک‌ها به عنوان یکی از ایل‌های لر می‌نامد. در دوران معاصر نیز ح. ایزدپناه نویسنده فرهنگ لکی، کرد دانستن لک‌ها را یک «سوءتفاهم» و ناشی از استفاده واژه کرد از قدیم در معنی مردمان کوچ‌نشین ایرانی‌تبار در سراسر منطقه می‌داند.

اسکندر بیک ترکمان مورخ دوران صفویه در جلد اول کتاب عالم آرای عباسی لک‌ها را لر و مناطق لک‌نشین را جزء لرستان و لر کوچک ذکر می‌کند، او می‌نویسد:
مجملآ طوایف لر کوچک که در ولایت خرم‌آباد، خاوه، الشتر، صدمره و هندمین اقامت دارند از قدیم‌الایام به تشیع فطری و ولای اهل بیت و طیبین و طاهرین موصوفند و مؤلف نزهت القلوب به شرح قصبات و مواضع لر کوچک را به تفصیل مرقوم نساخته آنچه معلوم ذره حقیر گشته ولایت مذکور بر جانب جنوبی عراق (ناحیه‌ای در مرکز ایران) واقع گشته عرض آن یک طرف به ولایت همدان و قلمرو علیشکر متصل و طرف دیگر به الکاء خوزستان پیوسته طول آن از قصبه بروجرد تا بغداد و سایر محال عراق عرب قریب یک‌صد فرسخ است. در این کتاب مناطق اصلی لک‌نشین یعنی الشتر و خاوه که همان دلفان است از طوایف لر کوچک دانسته شده و با حدودی که برای ولایت لر کوچک مشخص شده یعنی از همدان تا خوزستان و از بروجرد تا بغداد؛ همه مناطق لک نشین جزء لر کوچک دانسته شده‌اند.

میرزا محمد حسین مستوفی در رسالهٔ آمار مالی و نظامی ایران در سال ۱۱۲۸ در دوره صفویه، قوم لر را ایرانی‌الاصل دانسته و آنها را مشتمل بر چهار طایفه می‌داند: فیلی، لک، بختیاری و ممسنی.

حمید ایزدپناه ادیب، شاعر و نویسنده لر تبار در کتاب فرهنگ لری می‌نویسد: در لرستان دو گویش لکی در شمال و لری فیلی در جنوب، شرق و غرب تکلم می‌شود. وی لکی را یکی از گویش‌های اصلی قوم لر می‌داند. او معتقد است که لکی با لری فیلی زمینه‌های دستور زبانی و واژه‌های مشترک زیاد دارد و تفاوت آنها تنها آوایی است. به نظر وی زبان لکی، زبان ادبی لری می‌باشد.

ایرج کاظمی دلفانی ادیب و نویسنده لرستانی که خود از لک‌زبانان دلفان است در کتاب مشاهیر لر گویش لکی را یکی از گویش‌های مردمان لر زبان معرفی می‌کند.

سیامک موسوی در کتاب سوگ‌سرایی و سوگ‌خوانی در لرستان در تقسیم‌بندی زبان و گویش لرها می‌نویسد: لرها به زبان عمده مینجائی، لکی و بختیاری صحبت می‌کنند.

سکندر امان‌اللهی نویسنده و انسان‌شناس، در کتاب قوم لر می‌نویسد:
گویش لکی جزو لری است که با گویش‌های هورامی و کردی جنوبی همبستگی زیادی دارد.

رحیمی عثمانوندی که خود از لک‌های هلشیِ (فیروزآباد) کرمانشاه است در کتاب بومیان دره مهرگان می‌نویسد: لک‌ها در فرهنگ و منش‌های تباری با لر همانند و در تمام وجوه اعتقادی و کنش‌های فرهنگی و بومی با یکدیگر همسان و همانندند و تنها از حیث گویش تفاوت‌هایی با هم دارند.

علیمردان عسگری عالم مؤلف کتاب‌های ادبیات شفاهی قوم لر و فرهنگ واژگان لری که خود از لک‌های الشتر است لک‌ها را شاخه‌ای از قوم لر دانسته و مدعی‌است پیشتاز عرصه شعر و ادب در غرب کشور هستند. وی واژه‌های لکی و فیلی را تحت عنوان فرهنگ واژگان لری گردآوری کرده‌است و قسمت عمده‌ای از کتاب ادبیات شفاهی لر زبانان را به ادبیات لکی اختصاص داده‌است.
ملا منوچهر کولیوند شاعر لک در شعری بدین مضمون خود را لر معرفی می‌کند.
| گفت کی لر بچه گر من در برویت واکنم |  | در بر اهل نهاوند خویش را رسوا کنم |

کتاب شاهنامه لکی که به دستور رستم شاه عباسی اتابک لرستان سروده شده‌است این نظریه که لک‌ها در زمان صفویه به درون خاک لرستان مهاجرت کرده‌اند را مورد تردید قرار می‌دهد.

اسفندیار غنضفری امرایی (گردآورندهٔ دیوان ملا پریشان) معتقد است که ملا پریشان لرستانی شاعر لک که در قرن هشتم هجری می‌زیسته در این بیت خود را لر معرفی می‌کند:
| ژَ الوار کوه حق پیدا میو |  | یا من فی الجبال خزائنه |

#### نظریه سکایی تبار
رومن گیرشمن باستان‌شناس معروف فرانسوی بع عنوان زبانی مستقل و قدیمی معرفی می‌کند. گیرشمن لک‌ها را از نژاد سکاها می‌داند.

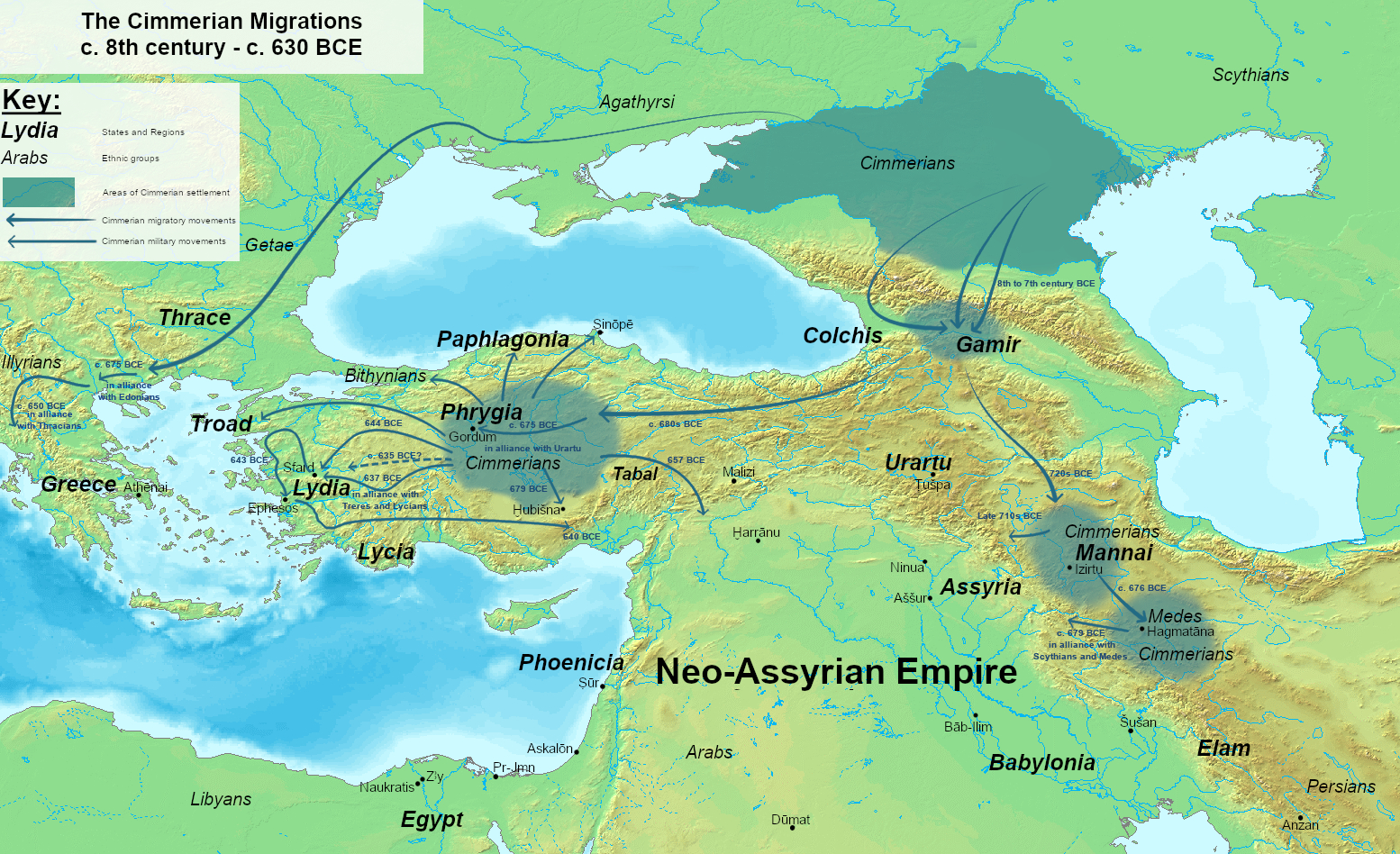
مهاجرت سیمریان در غرب آسیا

دکتر داود داوودی در کتاب لک و لکستان از نگاه مستشرقان قرن هفده تا نیمه‌ی قرن بیست میلادی صفحه ی 91 آورده اند که یکی از نام های قدیمی این قوم لِگLeg  بوده است . لگی‌ها قومی ایرانی‌تبار و سکایی بودند که در جنوب غربی ساحل دریای خزر سکونت داشتند.پیتر کارلوویچ اوسْلار، لاک‌های باستانی را با لزگی‌های امروزی یکی می‌داند.او در کتاب قوم نگاری و زبانشناسی قفقاز آورده است: لزگی‌ها، لگی‌ها، لاک‌ها نام خود را به رشته کوهی که حوضه رود کورا را از حوضه رود ریونی جدا می‌کند، دادند. کولخیس (ناحیتی در غرب گرجستان) گاهی توسط شاعران لیگستیکا (Ligistika)، کشور لگ‌ها (leagues) نامیده می‌شد. به احتمال زیاد لگ‌هایی که هرودوت از آنها صحبت می‌کند، مردم لزگی بوده‌اند. با توجه به دانشنامه افرون و بروک‌هاوس، که در اواخر قرن ۱۹ اوایل قرن ۲۰ منتشر شد، لاک‌ها در اواخر قرن هشتم (VIII) همان لگی‌های کلاسیک (Λήγες) هستند. برای مطالعه بیشتر : لاک ها
اردشیر سگوند، ایل سکوند یا سگوند که سرزمینی به نام سکاوند سکنی دارند را منوسب به قوم سکا دانسته است فرهاد چگنی، ایل سگوند را بخشی از ایل باجلان یا باجولوند ذکر کرده است . اسکینی نام طایفه ای از ایل بیرانوند است.ایل بیرانوند به دو شاخه اصلی آلاینان و دشائینان تقسیم می‌شود. زرینکوب ایل ساکی را که از ایلات بزرگ غرب این بشمار می رود را از سکا ها دانسته است.
مطابق منابع کهن آشوری و یونانی، سیمریان یا کیمریان اعم از کیمریان کردوخی و کپادوکی رعایای سکاییان پادشاهی شمال دریای سیاه یعنی اسکیتان به‌شمار می‌آمده‌اند و در اثر فشار همینان از سرزمین‌های خود در شمال دریای سیاه به کوهستان‌های شمال عراق و کوهستان زاگرس و کاپادوکیهٔ آناتولی مهاجرت نموده‌اند.سکونخا پیشوای سیمریان دوره هخامنشی بود که در کتیبه ی بیستون  در مقابل داریوش به زنجیر کشیده شده‌است.

## زبان
پروفسور رودیگر اشمیت در کتاب راهنمای زبان‌های ایرانی لکی را یکی از زبان‌های کردی معرفی می‌کند. اطلس زبان‌های ایران لکی را شاخه‌ای از زبان کردی طبقه بندی کرده است و آن را متفاوت از لری عنوان کرده است. برخی لکی را در شاخه گویش‌های جنوبی کردی و برخی نیز لکی را یکی از شاخه‌های اصلی زبان‌ کردی طبقه‌بندی می‌کنند. اتنولوگ آن را یک زیرشاخه چهارم کردی طبقه‌بندی می‌کند. گلاتولوگ لکی را یکی از شاخه‌های جنوبی زبان کردی طبقه بندی کرده است. اسکار مان معتقد بود لکی تنها تفاوت‌های ناچیزی با سایر گویش‌های کردی جنوبی دارد؛ بنابراین وی لکی را با سایر گویش‌های جنوبی زبان کردی در خانه‌ای به نام لکی دسته‌بندی کرده‌است. بعد از تحقیقات اسکار مان و کارل هادانک همهٔ زبان شناسان و برخی از دانشمندان دیگر زبان لکی را درشاخهٔ شمال غربی زبان‌های ایرانی قرار دادند. مهرداد ایزدی و نادر انتصار لکی را گویشی از گورانی و گورانی را زیر شاخه زبان‌ کردی میدانند. برخی از زبانشناسان بر اساس یک رویکرد علمی جدید که آغاز کرده‌اند به‌طور کلی در مورد این شیوهٔ طبقه‌بندی که لکی یکی از زبان‌های کردی یا گویشی از زبان کردی است شک دارند.
محمد دبیرمقدم در کتاب رده‌شناسی زبان‌های ایرانی لکی را به عنوان زبانی مستقل طبقه‌بندی کرده‌است. وی در این پژوهش بر لهجه دلفان و کوهدشت متمرکز بوده‌است. فرامرز شهسواری زبان لکی را یک شاخه مستقل زبان‌های ایرانی در گروه شمال غربی و جدا از کُردی و لُری می‌داند. احسان یارشاطر در کتاب زبانها و لهجه‌های ایرانی، لکی را یکی از گویش‌های زبان لری می‌داند. ویلیام فرالی لکی را شاخه‌ای از زبان لری میداند. در کتاب فرهنگ و واژه‌نامه لکی کیان به نقل از کتاب جغرافیای نظامی ایران آمده: «زبان لکی از زبان‌های فارسی قدیم ایران می‌باشد که به علت کوهستانی بودن جایگاه آن مردم، از نفوذ واژه‌های بیگانه محفوظ مانده‌است.» راولینسون نیز، زبان لکی را مشتق شده از فارسی باستان می‌داند.
زبان لکی به درخواست میراث فرهنگی استان لرستان به عنوان یک زبان ایرانی در مرداد ماه ۱۳۹۶ ثبت ناملموس ملی شد.

## دین
به‌طور کلی لک‌ها خود را شیعه داوزده امامی معرفی می‌کنند. عده‌ای از لک‌ها به خصوص در شهرستان‌های صحنه، نورآباد، نهاوند و کوهدشت و پیروی آیین یارسان (اهل حق) هستند. مراسم دینی اجرا شده توسط اهل حق و در میان لک‌ها با علویان ترکیه مشابهت‌هایی دارد.

## جمعیت
هیچ سرشماری قابل اعتمادی از جمعیت لک‌ها در دست نیست. در یک مطالعه در سال ۱۹۹۲ میلادی جمعیت لک‌ها یک و نیم میلیون نفر برآورد شده‌است (بر پایه مهرداد ایزدی). از آنجا که لک‌ها ۳۰ تا ۴۰ درصد جمعیت چهار استان را تشکیل می‌دهند، جمعیت آنها در سال ۲۰۰۹ می‌بایستی بیش از ۲ میلیون نفر باشد. بر پایهٔ گفتهٔ رحیم عثمانی بیش از ۶۵ درصد از جمعیت استان لرستان را لک‌ها تشکیل می‌دهند. همچنین مناطق لک‌نشین زیادی هم در کشورهای همسایه وجود دارد.
به نظر می‌رسد که بررسی‌های انجام شده از جمعیت مردم لک دقیق نمی‌باشد. دانشنامه اتنولوگ تعداد گویشواران لک را ۱٬۵۰۰٬۰۰۰ در (سال ۲۰۱۴) می‌داند.

### مهم‌ترین ایلات لک ایران
عبارتند از: ایل بالاوند، عثمانوند، کاکاوند، ایتیوند، دلفان، جلالوند، ایل یوسفوند، ایل کلیوند، جلیلوند، حسنوند، آزادبخت، ترکاشوند، قیاسوند، بخش شاهیوند، طایفه خواجه‌وند، ایل مافی، ایل باجلان، طایفه زند، طایفه گراوند، طایفه آدینه‌وند و ایل بیرانوند که در نواحی ایلام و کرمانشاه و لرستان مأوا داشته‌اند.

## فرهنگ

### پوشش مردمان لک
لباس لکی (به لکی: پِرتال لَکی) لباس سنتی لکی برگرفته از فرهنگ، دین و… مردمان لک در گذشته و حال است؛ و از نمادهای مهم مردم لک می‌باشد. کاربرد این پوشاک در بین مردم لک به قدری فراگیر بوده‌است که اشعاری هم به این مضمون سروده‌اند. این لباس بر حسب شغل و فصل‌های سال و سن افراد دچار دگرگونی می‌شود.

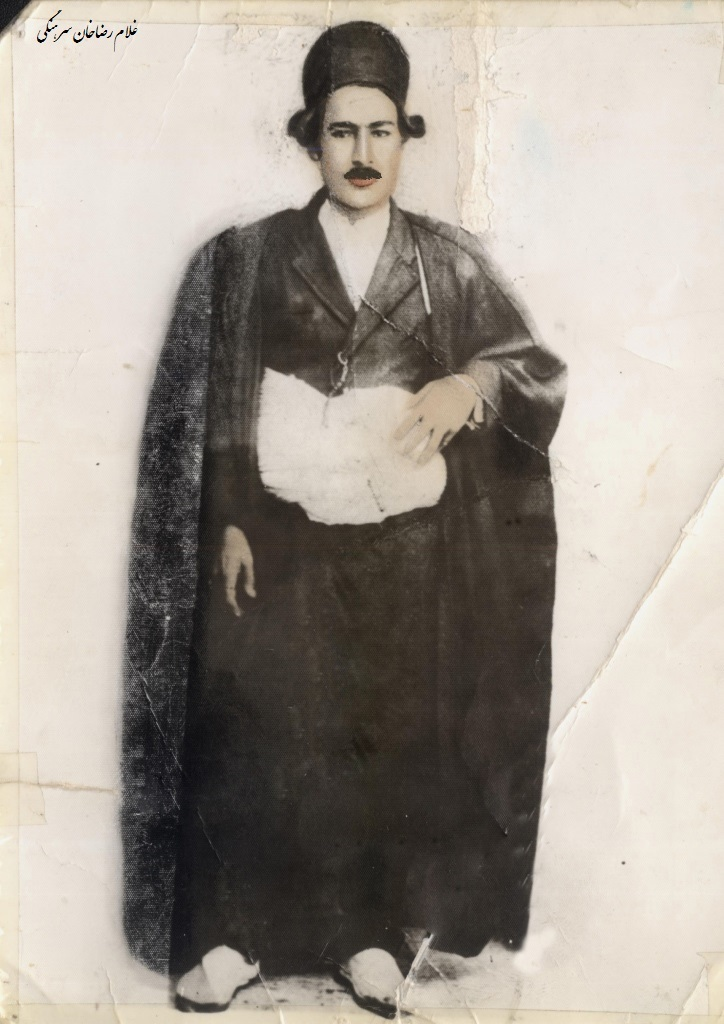
قوه لکی
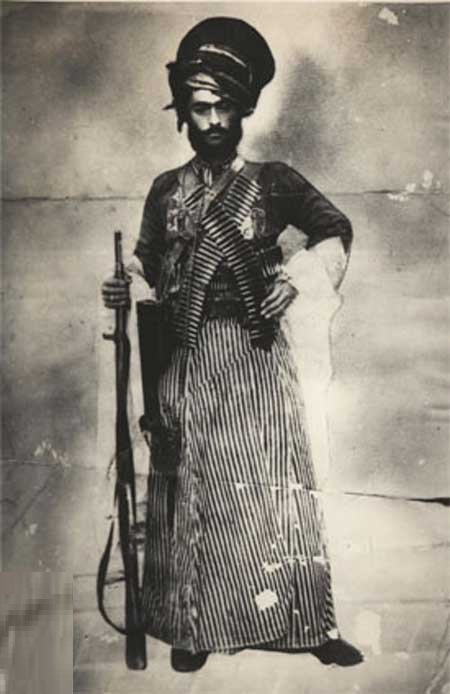
سپهبد احمد آقا امیر احمدی در لباس رزمی عشایر لک

لک‌ها در مناطق غربی و شمالی استان لرستان، شرق استان کرمانشاه، جنوب شرقی استان ایلام و جنوب و شرق استان همدان وهمچنین بخش‌هایی از عراق ساکن هستند.لغتنامه دهخدا لک‌ها را ساکن کرمانشاه، همدان، اصفهان و کردستان معرفی می‌کند. دانشنامه ایرانیکا در مقاله عشایر ایران سکونتگاه لک‌ها را عراق عجم در مناطق کوهستانی غرب و جنوب غرب ایران معرفی می‌کند. ایرانیکا در ادامه منطقه بخش طرهان، شهرستان کوهدشت، بخش‌هایی از شهرستان خرم‌آباد و مناطق بین رودخانه کشکان و سیمره را به عنوان سکونتگاه مردم لک معرفی می‌کند.
دانشنامه جهان اسلام در توصیف سکونتگاه مردم لک شهرستان دلفان، شهرستان سلسله بخش طرهان، منطقه بالاگریوه، شهرستان خرم‌آباد و به‌طور کلی غرب و شمال غربی استان لرستان را سکونتگاه مردم لک معرفی می‌کند.
سازمان امور عشایری ایران سرزمین محل سکونت مردم لک را اینگونه توصیف می‌کند:
ایلات و طوایف لک در شمال و شمال غربی لرستان سکونت دارند و سرزمین لک نشین به صورت خط منحنی در دره‌های رودخانه سیمره میان بروجرد، نهاوند، خرم‌آباد، کرمانشاه و ایلام قرار گرفته‌است.
در تاریخ‌های گذشتگان از جمله تاریخ گزیده نوشته حمدالله مستوفی از شانزده ولایت به عنوان کردستان یاد شده‌است. حمدالله مستوفی در سال ۷۴۰ هجری نخستین کسی بود که اسم کردستان و شانزده ولایت آن را آورده‌است:
کردستان و آن شانزده ولایت است و حدودش به ولایات عرب و خوزستان و عراق عجم و آذربایجان و دیاربکر پیوسته‌است. آلانی، الیشتر، بهار، خفتیان، دربند، تاج خاتون، دربند رنگی، دزبیل، دینور، سلطان آباد، چمچمال، شهر زور، کرمانشاه (قرمیسین) هرسین، وسطام

### برخی از صنایع دستی مردم لک
- سیاه چادر بافی عشایر :سیاه‌چادر که در زبان لکی، «داووار» یا «سێاه ماڵ» گفته می‌شود و قدمت آن به هزاره‌های قبل از میلاد بر می‌گردد. سیاه چادر نوعی چادر است که از موی بز سیاه و توسط زنان عشایر بافته می‌شود. عشایر در کوچ‌های ییلاق و قشلاق برای اقامت خود معمولاً در زیر این سیاه چادرها زندگی و استراحت می‌کنند.[۱۲۹][۱۳۰]
- گلیم بافی : از جمله معروف‌ترین مناطق گلیم‌بافی شهرستان هرسین است که گلیم‌های آن شهرت فراوانی دارد. گلیم دست بافته‌ای ساده است از (تار پنبه یا پشم) و پود (پشم) که معمولاً از پشم حیوانات اهلی بر دار افراشته بافته شده که هر منطقه طرح مختص به خود را داراست و عموماً به عنوان فرش کاربرد داشته‌است. ممکن است بافت گلیم با تغییراتی کاربردهای دیگری غیر از فرش در بین عشایر داشته باشد: از جمله نمک دان، جل اسب، نوار چادر.[۱۳۱][۱۳۲]

## ادبیات
از ویژگی‌های لک‌ها، داشتن فرهنگ غنی مکتوب است. برخی آثار سرایندگان لک در تذکره به همت اسفندیار خان غضنفری تحت عنوان «گلزار ادب لرستان» گردآوری شده‌است. شاعران برجسته‌ای از حوزه کولیوند (الشتر) مانند ملا پریشان، ملا منوچهر کولیوند شعرهایی به این زبان سروده‌اند.
یکی مهم‌ترین و گران‌ترین آثار ادبی زبان لکی را می‌توان شاهنامه لکی دانست؛ که به همت حمید ایزدپناه گردآوری شده‌است.